# Hugo Gernsback
Hugo Gernsback (tên khai sinh Hugo Gernsbacher, 16 tháng 8 năm 1884 – 19 tháng 8 năm 1967) là nhà phát minh, nhà văn, biên tập viên và nhà xuất bản tạp chí người Mỹ gốc Luxembourg, nổi tiếng với các ấn phẩm bao gồm tạp chí khoa học viễn tưởng đầu tiên. Những đóng góp của ông cho thể loại này trong vai trò là một nhà xuất bản–dù không phải là nhà văn–rất quan trọng. Cùng với các tiểu thuyết gia H. G. Wells và Jules Verne, đôi lúc ông còn được mệnh danh là "Cha đẻ của Khoa học viễn tưởng". Nhằm vinh danh ông, các giải thưởng hàng năm được đề ra trong Hội nghị Khoa học viễn tưởng Thế giới đều mang tên "Hugos".

## Đời tư

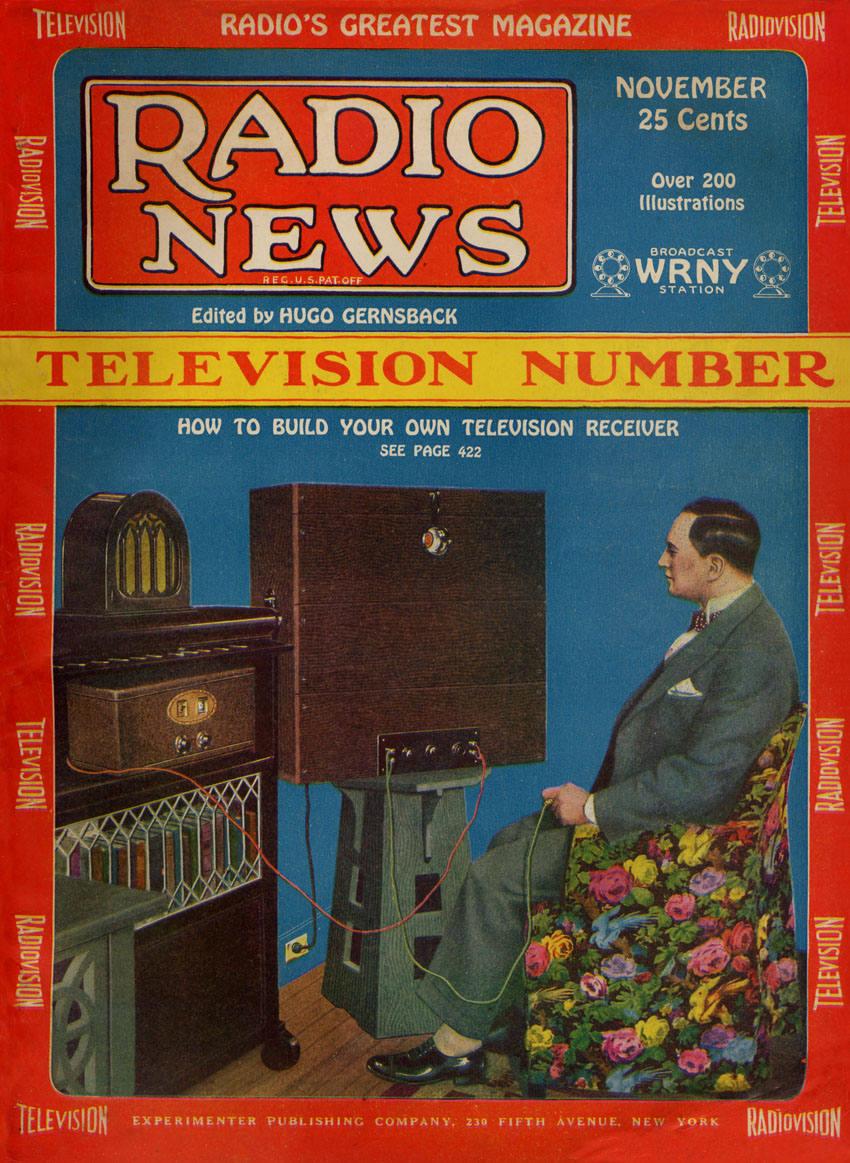
Gernsback đang xem chương trình truyền hình của đài WRNY trên trang bìa tờ Radio News của ông (Tháng 11, 1928)

Gernsback sinh năm 1884 tại Bonnevoie ở Luxembourg, mẹ là Berta (Dürlacher), một bà nội trợ và Moritz Gernsbacher, một nhà sản xuất rượu vang. Gia đình ông là người Do Thái. Gernsback di cư sang nước Mỹ vào năm 1904 và sau đó được nhập quốc tịch Mỹ. Ông kết hôn tới ba lần: Rose Harvey vào năm 1906, Dorothy Kantrowitz vào năm 1921, và Mary Hancher vào năm 1951. Năm 1925, Hugo đã đứng ra thành lập đài phát thanh WRNY, phát sóng từ tầng 18 của khách sạn Roosevelt ở thành phố New York. Năm 1928, WRNY đã cho chiếu một số chương trình truyền hình đầu tiên. Trong suốt chương trình, âm thanh dừng lại và mỗi nghệ sĩ vẫy tay chào hoặc cúi chào trên màn hình. Khi âm thanh được nối lại thì là lúc họ biểu diễn. Gernsback cũng được coi là người tiên phong trong lĩnh vực phát thanh nghiệp dư.
Trước khi giúp tạo ra khoa học viễn tưởng, Gernsback là một doanh nhân trong ngành công nghiệp điện tử, nhập khẩu các bộ phận vô tuyến từ châu Âu đến Mỹ và giúp quảng bá "vô tuyến điện" nghiệp dư. Tháng 4 năm 1908 ông sáng lập tờ Modern Electrics, tạp chí đầu tiên trên thế giới chuyên về điện tử và radio, được gọi là "wireless" vào thời đó. Trong lúc trang bìa của tạp chí nói rằng nó là một danh mục, hầu hết các sử gia đều lưu ý rằng nó bao gồm các bài viết, tranh biếm họa đặc biệt, và cốt truyện, hội đủ điều kiện như một tạp chí đích thực.
Dưới sự bảo trợ của tờ tạp chí này, vào tháng 1 năm 1909, ông lập nên Hiệp hội Vô tuyến Hoa Kỳ, có 10.000 thành viên trong vòng một năm. Năm 1912, Gernsback nói rằng ông ước tính khoảng 400.000 người ở Hoa Kỳ có tham gia vào đài phát thanh nghiệp dư. Năm 1913, ông thành lập một tạp chí tương tự mang tên The Electrical Experimenter đến năm 1920 thì đổi thành Science and Invention. Trong các tạp chí này ông bắt đầu cho gộp các câu chuyện khoa học viễn tưởng cùng với bài báo khoa học—gồm cả cuốn tiểu thuyết của riêng mình có tên gọi Ralph 124C 41+ mà ông đã cho đăng suốt 12 tháng từ tháng 4 năm 1911 trong tờ Modern Electrics.
Ông qua đời tại Bệnh viện Roosevelt ở thành phố New York vào ngày 19 tháng 8 năm 1967.

## Khoa học viễn tưởng

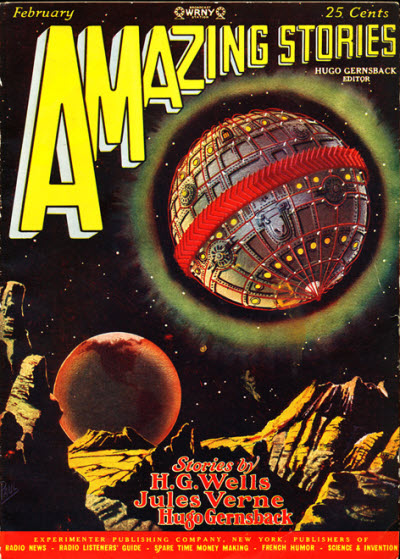
Cuốn tiểu thuyết thứ hai của Gernsback, Baron Münchausen's Scientific Adventures, được đăng dài kỳ trên tờ Amazing vào năm 1928, với phần mở đầu bằng bìa tháng Hai.

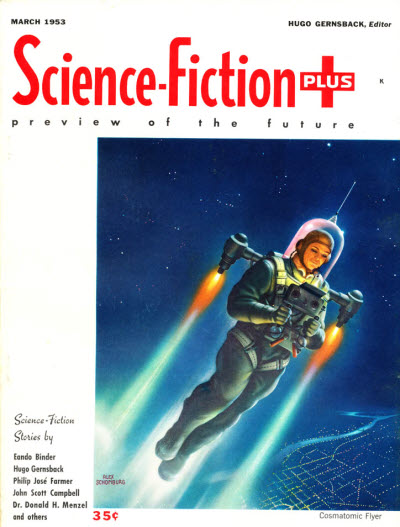
Truyện ngắn của Gernsback "The Cosmatomic Flyer", dưới bút danh công khai "Greno Gashbuck", đăng trên trang bìa trong số ra đầu tiên của tờ Science-Fiction Plus của Gernsback vào năm 1953, minh hoạ bởi Alex Schomburg

Gernsback đã cung cấp một diễn đàn cho thể loại khoa học viễn tưởng hiện đại vào năm 1926 bằng cách thành lập tạp chí đầu tiên dành cho thể loại này là Amazing Stories. Số báo khai mạc tháng 4 bao gồm một trang sáu câu chuyện được tái bản và biên tập lại, ba chuyện ít hơn mười năm và ba chuyện của Poe, Verne và Wells. Ông nói rằng mình từng quan tâm đến khái niệm này sau khi đọc một bản dịch tác phẩm của Percival Lowell từ khi còn nhỏ. Ý tưởng của Gernsback về một câu chuyện khoa học viễn tưởng hoàn hảo là "75 phần trăm văn học đan xen với 25 phần trăm khoa học.". Ông cũng đóng một vai trò quan trọng trong việc tạo dựng cộng đồng người hâm mộ khoa học viễn tưởng, bằng cách công bố địa chỉ của những người đã viết thư cho tạp chí của mình. Vì vậy, những người hâm mộ khoa học viễn tưởng bắt đầu tổ chức, và sớm tự nhận thức bản thân họ là một phong trào, một lực lượng xã hội; điều này có thể quyết định cho lịch sử tiếp theo của thể loại này. Ông cũng tạo ra thuật ngữ "science fiction" (khoa học viễn tưởng), mặc dù ông thích thuật ngữ "scientifiction" hơn.
Năm 1929, ông mất quyền sở hữu các tạp chí đầu tiên sau vụ kiện phá sản. Có một số tranh cãi về việc liệu quá trình này chính xác là do nhà xuất bản Bernarr Macfadden thao túng hay là một kế hoạch của Gernsback để bắt đầu lập nên một công ty khác. Sau khi mất quyền kiểm soát tờ Amazing Stories, Gernsback đã thành lập hai tạp chí khoa học viễn tưởng khác với tên gọi Science Wonder Stories và Air Wonder Stories. Một năm sau, do khủng hoảng kinh tế thời kỳ suy thoái, cả hai được sáp nhập vào tờ Wonder Stories, mà Gernsback vẫn tiếp tục xuất bản cho đến năm 1936, khi nó được bán lại cho Thrilling Publications và đổi tên thành Thrilling Wonder Stories. Gernsback quay trở lại vào năm 1952–1953 với tờ Science-Fiction Plus.
Gernsback đã được ghi nhận với thực tiễn kinh doanh sắc bén (và đôi khi mờ ám), và trả cho các tác giả của mình một khoản tiền cực thấp hoặc không phải trả hết số tiền đó. H. P. Lovecraft và Clark Ashton Smith từng gọi ông là con "Chuột Hugo."
Đúng như lời Barry Malzberg đã nói:
Việc bán rẻ tài năng và hành vi bại hoại của Gernsback, sự thiếu đứng đắn và thái độ coi thường của ông đối với các quyền lợi tài chính của tác giả, đã được dẫn chứng và thảo luận rất kỹ lưỡng trong các tài liệu phê bình và fan hâm mộ văn học. Đó là người sáng lập ra thể loại khoa học viễn tưởng được đặt tên cho giải thưởng danh giá nhất trong lĩnh vực của mình và là Khách mời danh dự tại Worldcon năm 1952 gần như là một kẻ lường gạt (và một kẻ lừa đảo khinh miệt những tác giả viết cho mình nhưng đã tự trả 100.000 đô la một năm trong vai trò là Chủ tịch Gernsback Publications) đã được làm sáng tỏ. 
Chính nhà văn Jack Williamson đã phải thuê một luật sư liên quan đến Hiệp hội Văn học hư cấu Mỹ nhằm buộc Gernsback phải trả tiền cho mình, đã tóm tắt tầm quan trọng của ông đối với thể loại này:
Dù sao đi nữa, ảnh hưởng chính của ông ta trong lĩnh vực này chỉ đơn giản là bắt đầu tạo dựng Amazing và Wonder Stories và đưa SF ra các quầy tạp chí công cộng—và đặt tên cho thể loại mà ông ta từng gọi là "scientifiction."

## Tiểu thuyết
Gernsback đã viết tiểu thuyết, bao gồm cuốn tiểu thuyết Ralph 124C 41+ vào năm 1911; nhan đề này là lối nói giễu cợt cụm từ "một đoán nhiều hơn"("một cộng"). Ngay cả khi Ralph 124C 41+ là một trong những truyện khoa học viễn tưởng có tầm ảnh hưởng nhất mọi thời đại, và tràn ngập rất nhiều ý tưởng khoa học viễn tưởng, nhưng chỉ có vài người đủ sức đọc được truyện này. Nhà văn Brian Aldiss đã gọi truyện này là một "chuyện kể mù chữ vô lương tri" và một "sự pha trộn tiếc nuối" trong khi nhà văn và biên tập viên Lester del Rey gọi đó là "nỗi ghê sợ hồn nhiên." Trong lúc hầu hết giới phê bình đương đại khác không có nhiều điểm tích cực để nói về cốt truyện, Ralph 124C 41+ vẫn được coi là "văn bản cần thiết cho tất cả các nghiên cứu khoa học viễn tưởng."
Cuốn tiểu thuyết thứ hai của Gernsback, Baron Münchausen's Scientific Adventures, được đăng dài kỳ trên tờ Amazing Stories vào năm 1928.
Cuốn tiểu thuyết thứ ba (và cuối cùng) của Gernsback, Ultimate World, được viết khoảng năm 1958 nhưng không được xuất bản mãi cho đến năm 1971. Lester del Rey mô tả nó đơn thuần là "một cuốn sách dở tệ," được đánh dấu bằng các bình luận xã hội thông thường hơn là bởi sự hiểu biết khoa học hay phép ngoại suy. James Blish, trong một bài đánh giá mang tính châm biếm, đã miêu tả cuốn tiểu thuyết "kém cỏi, mô phạm, khiếm nhã, đáng kinh ngạc, nhạt nhẽo và nhàm chán" và kết luận rằng ấn phẩm này "hoàn thành mà chẳng có gì khác ngoài việc đặt vết nhơ vào ký ức của một người đàn ông chân chính."
Gernsback đã kết hợp tiểu thuyết và khoa học của mình vào tạp chí Everyday Science and Mechanics, làm biên tập viên trong những năm 1930.

## Di sản
Giải thưởng Hugo hay "Hugos" là giải thưởng thành tựu hàng năm được đưa ra trong Hội nghị Khoa học viễn tưởng Thế giới, được lựa chọn trong một quá trình kết thúc bằng việc bỏ phiếu bởi các hội viên hiện tại. Họ đã mở đầu và nhận được danh hiệu "Hugo" trong suốt thập niên 1950 và chính thức xác định là một trách nhiệm quy ước dưới cái tên "Giải thưởng Thành tựu Khoa học viễn tưởng" vào đầu thập niên 1960. Danh hiệu này đã sớm trở nên phổ biến và việc sử dụng nó được bảo vệ hợp pháp; "Hugo Award(s)" đã thay thế cho cái tên lâu hơn trong tất cả các tên gọi sử dụng chính thức sau chu kỳ năm 1991.
Năm 1960, Gernsback nhận được Giải thưởng Hugo đặc biệt với tư cách là "Cha đẻ của Tạp chí Khoa học viễn tưởng."
Đại sảnh Danh vọng Khoa học viễn tưởng và Kỳ ảo đã đề xướng tên ông vào năm 1996, trong buổi lễ tưởng niệm hai nhà văn quá cố và hai nhà văn còn sống.

## Danh sách tạp chí của Gernsback

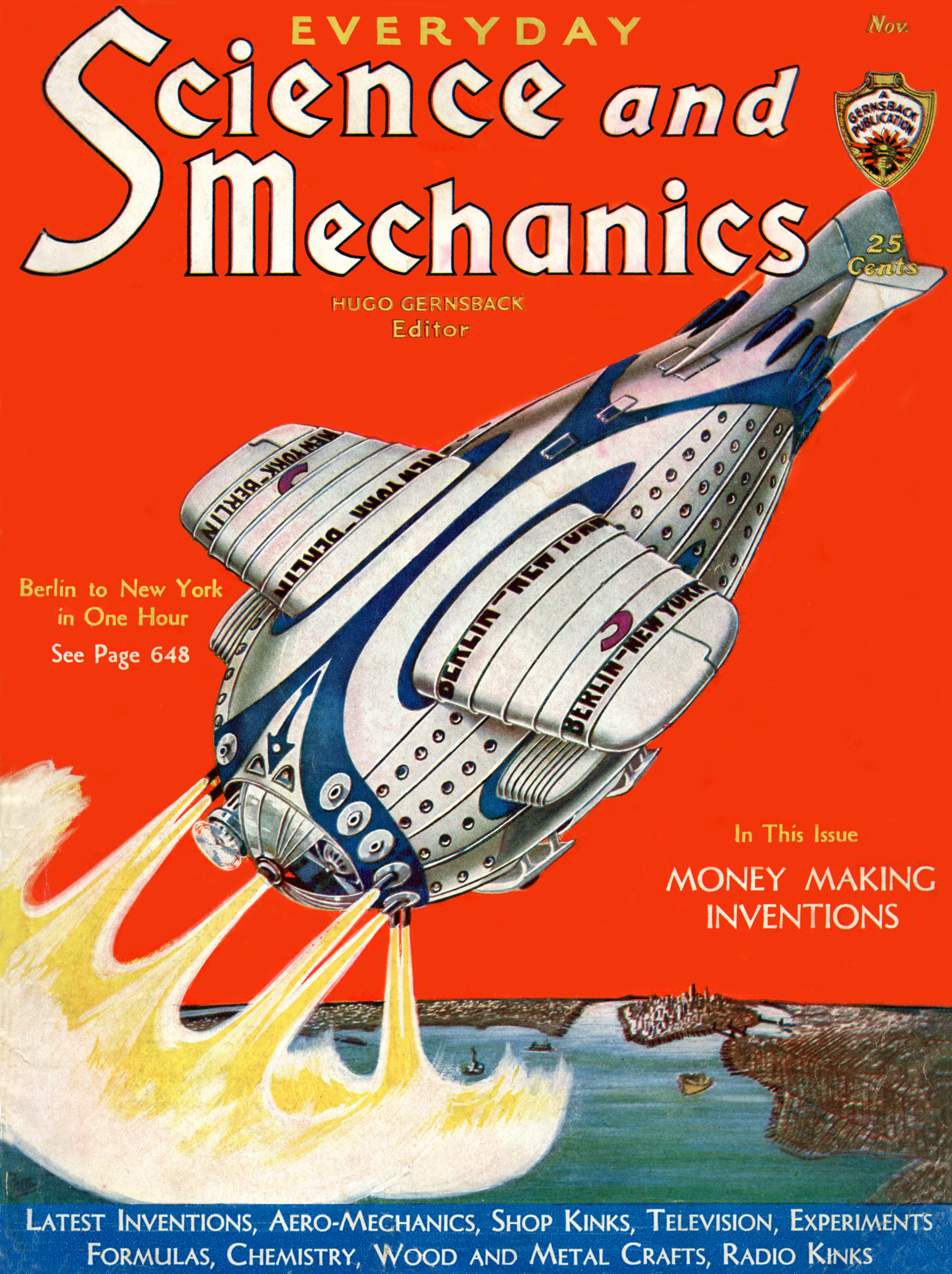
Số ra Tháng 11 năm 1931 của tạp chí Everyday Science and Mechanics

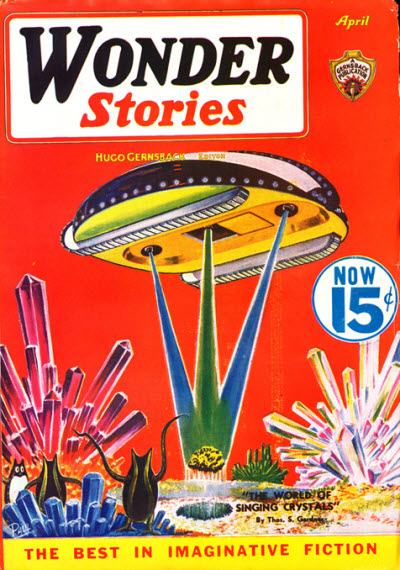
Thập niên xuất bản các tạp chí SF của Gernsback đã kết thúc với số cuối cùng của tờ Wonder Stories vào năm 1936. Bên cạnh tờ tạp chí yểu mệnh Science-Fiction Plus trong những năm 1950, ông không bao giờ quay trở lại hoạt động kinh doanh này nữa

- Air Wonder Stories – tháng 7 năm 1929 đến tháng 5 năm 1930, sáp nhập với Science Wonder Stories để hình thành Wonder Stories
- Amazing Detective Stories
- Amazing Stories
- Aviation Mechanics
- Electrical Experimenter – 1913 đến 1920; trở thành Science and Invention
- Everyday Mechanics – từ năm 1929; đổi sang Everyday Science and Mechanics như của số ra tháng 10 năm 1931
- Everyday Science and Mechanics – xem Science and Mechanics
- The Experimenter – lúc đầu là Practical Electrics, số ra đầu tiên của tựa đề này là tháng 11 năm 1924; sáp nhập vào Science and Invention năm 1926
- Facts of Life
- Flight
- Fotocraft
- French Humor – trở thành Tidbits
- Gadgets
- High Seas Adventures
- Know Yourself
- Life Guide
- Light
- Luz
- Milady
- Modern Electrics – 1908 đến 1914 (bán năm 1913; chủ sở hữu mới sáp nhập nó với Electrician and Mechanic)
- Moneymaking
- Motor Camper & Tourist
- New Ideas for Everybody
- Pirate Stories
- Popular Medicine
- Popular Microscopy – ít nhất là qua tháng 5–tháng 6 năm 1935 (tập một số 6)
- Practical Electrics – tháng 12 năm 1921 đến tháng 10 năm 1924, trở thành The Experimenter
- Radio Amateur News – tháng 7 năm 1919 đến tháng 7 năm 1920, đã bỏ từ "amateur" và trở thành Radio News
- Radio and Television
- Radio-Craft — tháng 7 năm 1929 đến tháng 6 năm 1948, trở thành Radio-Electronics
- Radio-Electronics — tháng 7 năm 1948 đến tháng 1 năm 2003
- Radio Electronics Weekly Business Letter
- Radio Listeners Guide and Call Book [tiêu đề thay đổi]
- Radio News — tháng 7 năm 1919 (thành Radio Amateur News) đến tháng 7 năm 1948
- Radio Program Weekly
- Radio Review
- Science and Invention – tiền thân là Electrical Experimenter; xuất bản tháng 8 năm 1920 đến tháng 8 năm 1931
- Science and Mechanics – lúc đầu là Everyday Mechanics; đổi thành Everyday Science and Mechanics vào năm 1931. "Everyday" đã ngừng lại vào số tháng 3 năm 1937, và được xuất bản dưới dạng Science and Mechanics cho đến năm 1976
- Science Fiction Plus – tháng 3 đến tháng 12 năm 1953
- Science Wonder Stories – tháng 6 năm 1929 đến tháng 5 năm 1930, kết hợp với Air Wonder Stories để tạo thành Wonder Stories
- Science Wonder Quarterly – mùa thu năm 1929 đến mùa xuân 1930, đổi tên thành Wonder Stories Quarterly và tiếp tục đến mùa đông năm 1933
- Scientific Detective Monthly
- Sexologia
- Sexology
- Short-Wave and Television
- Short-Wave Craft – hợp nhất thành Radio-Craft
- Short-Wave Listener
- Superworld Comics
- Technocracy Review
- Television – 1928
- Television News – tháng 3 năm 1931 đến tháng 10 năm 1932; sáp nhập vào Radio Review, sau đó thành Radio News vào tháng 3 năm 1933
- Tidbits, lúc đầu là French Humor
- Woman's Digest
- Wonder Stories – tháng 6 năm 1930 đến tháng 4 năm 1936
- Your Body
- Your Dreams

## Tác phẩm
Tiểu thuyết:
- Ralph 124C 41+ (1911)
- Baron Münchausen's Scientific Adventures (1928)
- Ultimate World (1971)

Truyện ngắn:
- "The Electric Duel" (1927)
- "The Killing Flash" (1929)